# Pierre Garsias
Pierre Garsias est un évêque espagnol du XVe siècle, connu pour avoir été un adversaire de Jean Pic de la Mirandole. 

## Biographie
Pierre Garsias a étudié à l’université de Paris de 1464 à 1484. Il en est sorti maître ès arts et théologie. Il fut évêque d’Ales en Sardaigne en 1484 puis évêque de Barcelone en 1490. À Rome, il fut bibliothécaire de la Bibliothèque apostolique vaticane, favorisé par Rodrigue Borgia, pape en 1492 sous le nom d’Alexandre VI .
En 1489, Innocent VIII demanda à Garsias de réfuter les thèses de Pic de la Mirandole, ce qu'il fit en écrivant Petri Garsie episcopi Ussellensis ad sanctissimum patrem et dominum Innocentium papam VIII determinationes magistrales contra conclusiones apologeticas Ioannis Pici Mirandulani Concordie Comitis.

## Source
- LucaBianchi, « Pierre Garsias, adversaire de Jean Pic de la Mirandole, entre nominalisme et via communis », Archives d'histoire doctrinale et littéraire du Moyen Âge, 1/2007, (tome 74), p. 85-108